# Форт Ворт
Форт Ворт (енгл. Fort Worth) град је у америчкој савезној држави Тексас. Пети је град по величини у Тексасу. По попису становништва из 2020. у њему је живело 996.756 становника.

## Демографија
Према попису становништва из 2010. у граду је живело 741.206 становника, што је 206.512 (38,6%) становника више него 2000. године.
|                   | 2010.            | 2000.            |
| Укупно            | 741 206 (100,0%) | 534 694 (100,0%) |
| Белци             | 309 312 (41,73%) | 244 966 (45,81%) |
| Хиспаноамериканци | 252 468 (34,06%) | 159 368 (29,81%) |
| Афроамериканци    | 140 133 (18,91%) | 108 310 (20,26%) |
| Азијати           | 27 615 (3,726%)  | 14 105 (2,638%)  |
| Остали            | 11 678 (1,576%)  | 7 945 (1,486%)   |

## Партнерски градови
- Будимпешта
- Ређо Емилија
- Нагаока
- Трир
- Бандунг
- Толука
- Мбабане
- Гуејанг